# Encarsia parvella
Encarsia parvella är en stekelart som beskrevs av Filippo Silvestri 1915. Encarsia parvella ingår i släktet Encarsia och familjen växtlussteklar.
Artens utbredningsområde är Nigeria. Inga underarter finns listade i Catalogue of Life.